# Elaphoglossum drabifolium
Elaphoglossum drabifolium är en träjonväxtart som beskrevs av Christ. Elaphoglossum drabifolium ingår i släktet Elaphoglossum och familjen Dryopteridaceae. Inga underarter finns listade.